# Nana Obiri-Yeboah
Pour les articles homonymes, voir Obiri et Yeboah.
 (juin 2024).
 (juin 2024).
La mise en forme du texte ne suit pas les recommandations de Wikipédia : il faut le « wikifier ».
Les points d'amélioration suivants sont les cas les plus fréquents :
- Les titres sont pré-formatés par le logiciel. Ils ne sont ni en capitales, ni en gras.
- Le texte ne doit pas être écrit en capitales (les noms de famille non plus), ni en gras, ni en italique, ni en « petit »…
- Le gras n'est utilisé que pour surligner le titre de l'article dans l'introduction, une seule fois.
- L'italique est rarement utilisé : mots en langue étrangère, titres d'œuvres, noms de bateaux, etc.
- Les citations ne sont pas en italique mais en corps de texte normal. Elles sont entourées par des guillemets français : « et ».
- Les listes à puces sont à éviter, des paragraphes rédigés étant largement préférés. Les tableaux sont à réserver à la présentation de données structurées (résultats, etc.).
- Les appels de note de bas de page (petits chiffres en exposant, introduits par l'outil «  Source ») sont à placer entre la fin de phrase et le point final[comme ça].
- Les liens internes (vers d'autres articles de Wikipédia) sont à choisir avec parcimonie. Créez des liens vers des articles approfondissant le sujet. Les termes génériques sans rapport avec le sujet sont à éviter, ainsi que les répétitions de liens vers un même terme.
- Les liens externes sont à placer uniquement dans une section « Liens externes », à la fin de l'article. Ces liens sont à choisir avec parcimonie suivant les règles définies. Si un lien sert de source à l'article, son insertion dans le texte est à faire par les notes de bas de page.
- La présentation des références doit suivre les conventions bibliographiques. Il est recommandé d'utiliser les modèles {{Ouvrage}}, {{Chapitre}}, {{Article}}, {{Lien web}} et/ou {{Bibliographie}}. Le mode d'édition visuel peut mettre en forme automatiquement les références.
- Insérer une infobox (cadre d'informations à droite) n'est pas obligatoire pour parachever la mise en page.

Pour une aide détaillée, merci de consulter Aide:Wikification.
Si vous pensez que ces points ont été résolus, vous pouvez retirer ce bandeau et améliorer la mise en forme d'un autre article.
Nana Obiri-Yeboah, née le 28 mars 1983, est une réalisatrice ghanéenne. Elle est célèbre pour son film de 2015, The Cursed Ones[non neutre], qui a obtenu 13 nominations aux Africa Movie Academy Awards, y compris pour le meilleur film et la meilleure réalisation.

## Premières années
Nana Obiri-Yeboah est née le 28 mars 1979 à Accra, au Ghana. À l'âge de 14 ans, elle a écrit et mis en scène sa première pièce dans son église locale.

### Récompenses et nominations
| Année | Prix                        | Catégorie     | Nomination           | Résultat |
| ----- | --------------------------- | ------------- | -------------------- | -------- |
| 2015  | Africa Movie Academy Awards | Best Director | The Cursed Ones (en) | Lauréat  |
| 2015  | Africa Movie Academy Awards | Best Film     | The Cursed Ones'     | Nommé    |

| Année | Prix                                          | Catégorie                                                                            | Nomination           | Résultat |
| ----- | --------------------------------------------- | ------------------------------------------------------------------------------------ | -------------------- | -------- |
| 2016  | Screen Nation Film and Television Awards (en) | Favourite African UK Movie (made by or featuring significantly British based talent) | The Cursed Ones (en) | Lauréat  |
| 2016  | Screen Nation Film and Television Awards (en) | Favourite African UK Movie (made by or featuring significantly British based talent) | Nana Means King (en) | Nommé    |

| Année | Prix                                    | Catégorie                        | Nomination           | Résultat |
| ----- | --------------------------------------- | -------------------------------- | -------------------- | -------- |
| 2016  | Canada International Film Festival (en) | 2016 Award of Excellence Winner) | The Cursed Ones (en) | Lauréat  |

| Année | Prix                                | Catégorie                                              | Nomination           | Résultat |
| ----- | ----------------------------------- | ------------------------------------------------------ | -------------------- | -------- |
| 2016  | Helsinki African Film Festival (en) | 2016 Jury award for Human Rights and Social Commentary | The Cursed Ones (en) | Lauréat  |